# Groapa Rădăii
Groapa Rădăii falu Romániában, Maros megyében.

## Története
Mezőméhes község része. A trianoni békeszerződésig Torda-Aranyos vármegye Marosludasi járásához tartozott.

## Népessége
2002-ben 46 lakosa volt, ebből 46 román nemzetiségű.

## Vallások
A falu lakói közül 45-en ortodox hitűek.